# Брошнів-Осада
Бро́шнів-Оса́да — селище в Україні, адміністративний центр Брошнів-Осадської селищної громади Калуського району Івано-Франківської області, на бойківському Прикарпатті. Населення складає близько 6000 осіб.

## Географія
Селище Брошнів-Осада розташоване за 47 км від обласного центру та 17 км від районного центру. Через Брошнів-Осаду пролягає автомобільний шлях національного значення Н10 (Стрий — Івано-Франківськ — Чернівці) та залізниця із залізничною платформою Брошнів. На півночі селища тече річка Сівка (притока Дністра).

## Історія
Сусіднє село Брошнів існувало вже у XVI столітті. Навколо нього росли дрімучі ліси. З побудовою залізниці та розвитком капіталізму сюди рушили ділові люди Австрії та Німеччини. У 80-х роках XIX століття поблизу Брошнева засновано деревообробний завод Шраєра та Іштера. Декілька будинків для адміністрації та бараків для робітників поклали початок новому селищу. Спеціалістами на заводі були переселенці — німці, угорці, поляки, яких тут називали осадниками. Тому селище стало називатися Брошневом-Осадою.
У 1939 році в селищі проживало 1980 мешканців (300 українців, 1380 поляків, 240 євреїв і 60 німців).
У 1946—1953 роках в селищі був пересильний пункт для висилання людей у Сибір (колишній табір для військовополонених з 10 бараків), встановлений пам'ятний знак.
30 липня 2017 року шляхом об'єднання Кадобнянської сільської ради Калуського району та Брошнів-Осадської селищної ради, Креховицької сільської ради Рожнятівського району утворена Брошнів-Осадська селищна громада з адміністративним центром в селищі.
17 липня 2020 року, в результаті адміністративно-територіальної реформи та ліквідації Рожнятівського району, село увійшло до складу Калуського району.
26 січня 2024 року в Україні набув чинності Закон № 3285-IX, який передбачає дерадянізацію адміністративно-територіального устрою України, то ж селище міського типу Брошнів-Осада набуло статусу селища.

## Населення

### Мова
Розподіл населення за рідною мовою за даними перепису 2001 року:
| Мова            | Кількість | Відсоток |
| --------------- | --------- | -------- |
| українська      | 5725      | 99.39%   |
| російська       | 32        | 0.55%    |
| польська        | 1         | 0.02%    |
| румунська       | 1         | 0.02%    |
| інші/не вказали | 1         | 0.02%    |
| Усього          | 5760      | 100%     |

## Вулиці Брошнів-Осади
У селищі понад 40 вулиць. Центральна вулиця селища — 22 Січня простягається на майже 4 км, назву отримала на честь Дня Соборності України, саме нею пролягав живий ланцюг «Української хвилі» 21 січня 1990 року. В селищі є місцевий парк, а також сквер Тараса Шевченка, який було закладено у 2015 році.

## Економіка
В селищі працюють: 11 підприємств, із них 7 деревообробних; відділення Укрпошти, відділення Нової Пошти, поліцейська станція; 3 хлібопекарні, перукарні. Розвинута мережа торговельних підприємств, барів, ресторанів.

## Промисловість

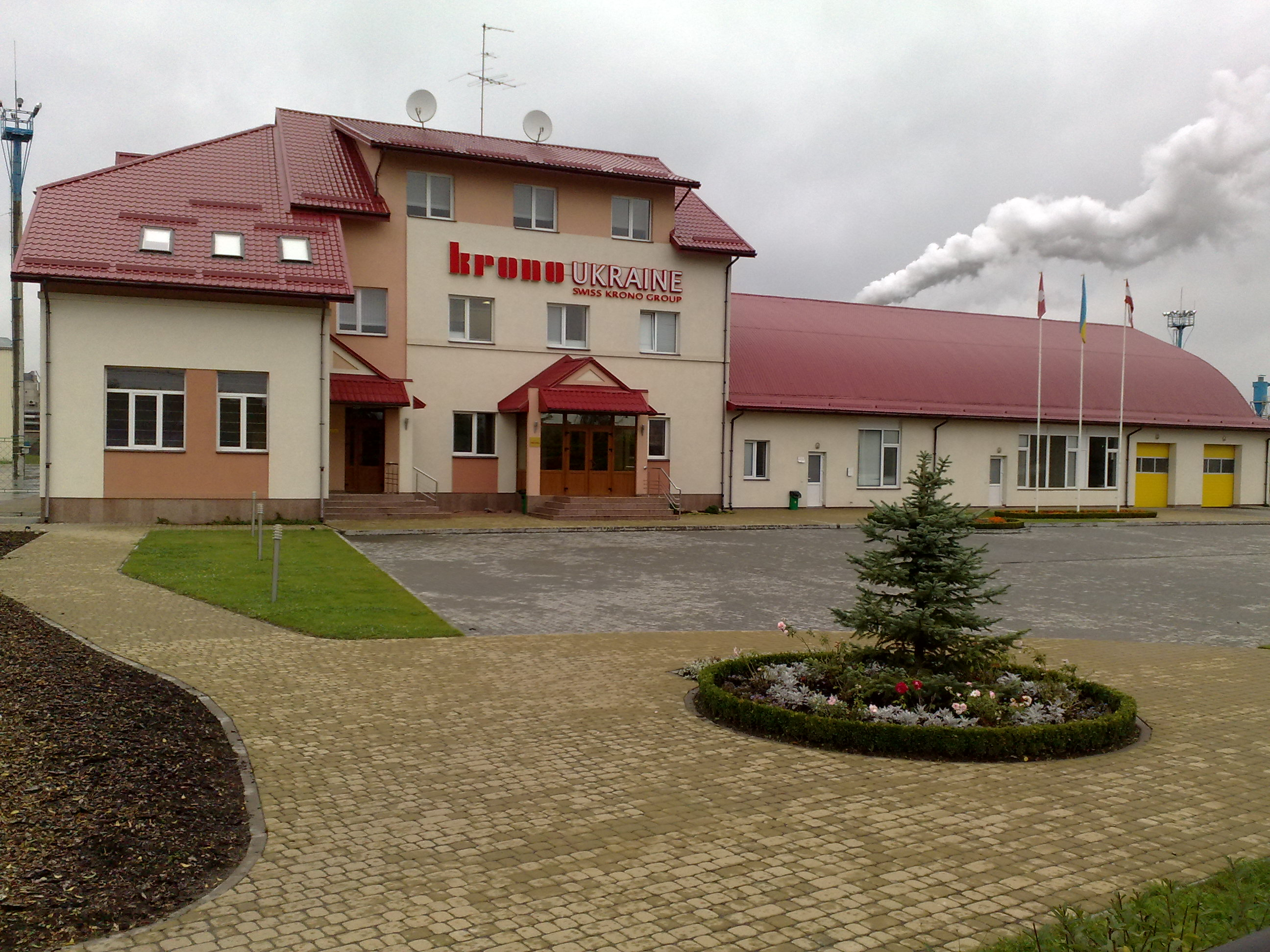
ТОВ «Свісс-Кроно»

- ТОВ «Свісс-Кроно» (вул. 22 Січня, 83) — завод з деревообробки та виготовлення ДСП
- Центр Будівельних Матеріалів «Осмолода» (вул. 22 Січня, 83)
- ТОВ «ПАМІБРО» (вул. Січових Стрільців, 52-А/3)
- ТОВ «ПОЛІКОМ» (вул. Шкільна, 2-А)
- МПП «Таля» (вул. Шкільна, 2-А)

## Освіта
- Брошнівський професійний лісопромисловий ліцей (вул. Степана Бандери, 5)
- Середня загальноосвітня школа I—III ступенів (вул. 22 Січня, 55)[9]
- Школа мистецтв імені Володимира Івасюка (вул. 22 Січня, 49)
- ДНЗ (ясла-садок) «Шовкова косиця» (вул. 22 Січня, 44-Г)
- ДНЗ (ясла-садок) «Світанок» (вул. Івана Франка, 26)

В приміщенні Народного дому діє бібліотека. В дитсадку «Шовкова косиця» працює бібліотека для дітей.

## Медицина
- Брошнівська міська лікарня.
- Поліклініка.
- 4 аптеки.
- Центр реабілітації для дітей-інвалідів (відкрито у 2015 році).(Тимчасово не працює)

## Спорт
В селищі діє місцевий футбольний клуб «Карпати». Є стадіон «Карпати»,(Який є довгобудом та перебуває на реконструкції). Будується резервний стадіон та спорткомплекс, спортивні майданчики зі штучним покриттям. Функціонують дитячі спортивні секції. Також є 2 спортзали та тенісний корт.

## Сфера послуг

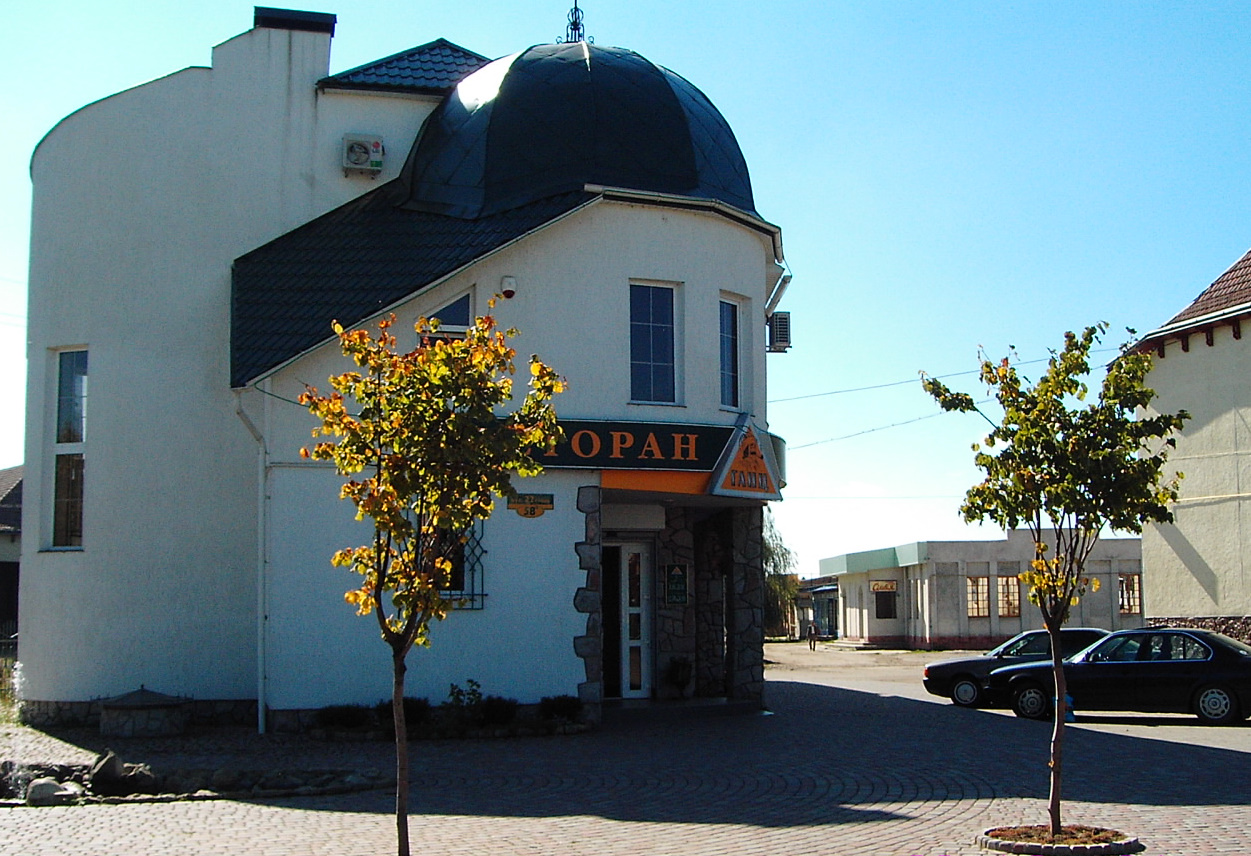
Один з місцевих ресторанів

- Ресторан «Перлина Карпат»
- Ресторан «Амур»
- Ресторан «Ґанц-Готель»
- Відпочинковий комплекс «Імперія»
- Піцерія «Виноград»
- Будинок побутових послуг
- Кафе-магазин  Смак

## Культура
У Брошневі-Осаді на базі Народного дому «Просвіта» діють декілька мистецьких колективів, зокрема: Народний хор Народного дому «Просвіта», Вокально-інструментальний гурт «Карпатські зорі» (керівник — Богдан Креховецький). В селищі проводиться щорічний дитячий пісенний конкурс-фестиваль імені Володимира Івасюка «Водограй».
День Брошнева-Осади відзначається у третю неділю вересня. Оскільки селище з самого початку свого існування спеціалізувалося в основному на деревообробній промисловості, тому святкування дня селища було заведено відзначати в один день з професійним святом працівників лісового господарства, лісової, деревообробної промисловості України.

## Транспорт
Через селище пролягає автошлях національного значення Н10 (Стрий — Івано-Франківськ — Чернівці) та залізниця, на якій знаходиться пасажирський залізничний зупинний пункт Брошнів. Завдяки вигідному географічному розташуванню, з селища існує можливість зручно дістатися різних міст України і зарубіжжя. З автостанції Брошнів відправляються автобуси до низки віддалених сіл району та сусідніх міст. Залізницею, на дизель-поїзді можна дістатися обласного центру, міст Моршин та Стрий. В Івано-Франківську чи Стрию є можливість пересісти на поїзди далекого сполучення, на які є узгоджена пересадка на приміськими поїздами. Громадського транспорту, окрім таксі, в селищі немає. У 1980-х роках курсував шкільний автобус з житломасиву «Автоматика» до місцевої загальноосвітньої школи, однак через кризу, пов'язану з розпадом СРСР, його було скасовано. Зі створенням Брошнів-Осадської селищної громади, було відновлено рух шкільного автобуса з села Брошнів та житломасиву «Автоматика», а також здійснюється перевезення школярів із села Креховичі
Вузькоколійна залізниця Брошнів — Осмолода розібрана, у перспективі планується створення музею вузькоколійки.

## Музеї
- Кімната-музей героїв ОУН-УПА.
- Кімната-музей Володимира Івасюка.
- Світлиця-музей бойківсько-лемківської культури та побуту імені Юрія Марканича.

## Пам'ятники
- У 2003 році встановлено пам'ятник Дмитру Вітовському.
- Пам'ятник Тарасу Шевченку (встановлений 2015 року)
- Могила Борцям за волю України
- Пам'ятний хрест на місці пересильного табору (для вивезення цивільного населення в Сибір і на «Крайню Північ СРСР»)[10]
- Могила Невідомого солдата (Ліквідована)

## Релігія
- В селищі Брошнів-Осада зведена за роки незалежності України греко-католицька церква Святого Вознесіння, яка освячена 30 серпня 2003 року. Ініціатором  будівництва та засновником греко-католицької парафії в Брошневі-Осаді був священик Зиновій Божик. Спочатку з благословення владики Павла Василика він разом з людьми молився просто неба біля хреста на церковному подвір'ї, потім спорудили тимчасову каплицю, в якій і служили, поки велося будівництво. Проєкт запропонував Микола Яковина, а розписали церкву львівські майстри. Сьогодні на парафії діє 5 церковних хорів, спільноти «Матері в молитві», «Молитовна сторожа», молодіжна та дитяча спільноти, вокально-інструментальний ансамбль, парафіяльна книгарня та бібліотека[11].
- У 2000 році заснована релігійна громада Української православної церкви Київського патріархату. У 2004 році православною громадою збудована невеличка церква — каплиця, особливістю якої є вишивані ікони.
- Релігійна громада Свідків Єгови

## Видатні особи

### Уродженці
- Вітовський Дмитро Дмитрович — начальник Військово-польової жандармерії УПА ВО-4 «Говерла», командир ТВ-24 «Маківка». Син військового міністра ЗУНР Дмитра Вітовського.
- Волошинович Ростислав Зіновійович — український футболіст, нападник ФК «Тернопіль», ФК «Нива» Тернопіль.
- Головацький Андрій Степанович — доктор медичних наук, професор, заслужений працівник освіти України.
- Марканич Юрій Павлович (1957—2012) — діяч лемківського руху в Україні. Створив у 2010 у селищі першу на Прикарпатті «Бойківсько-лемківську світлицю-музей»[12].
- Остапов Василь Дмитрович — український прозаїк, драматург, публіцист. Член Національної спілки письменників України (2001—2009).
- Шевченко Наталія Степанівна — заслужена артистка України, солістка Івано-Франківського національного академічного Гуцульського ансамблю пісні і танцю «Гуцулія»
- Шпек Роман Васильович (нар. 1954) — український державний діяч, дипломат, член Ради Національного банку України.

### Пов'язані з селищем
- Возняк Тарас Степанович — український культуролог, політолог, головний редактор і засновник Незалежного культурологічного журналу «Ї».
- Новицький Василь-Ярослав — хімік-фармаколог.
- Святослав Шевчук — Верховний архієпископ Києво-Галицький, митрополит Київський — предстоятель Української греко-католицької церкви[13].
- Яковина Микола Михайлович — український політик, державний та громадський діяч, художник, архітектор; член Національної спілки художників України (з 2000 року)

## Цікаві факти
Неофіційно мешканці вживають просто Брошнів, або рідше Осада. Біля Брошнева-Осади також розташоване село Брошнів, яке є окремою адміністративною одиницею. Цікаво, що в Брошневі-Осаді є другий (перший знаходиться в місті Надвірна) в Івано-Франківській області підземний пішохідний перехід, який, проте, вже з десяток років не функціонує через затоплення водами з каналізаційного колектора. У 2014 році місцева влада розпочала капітальний ремонт підземного пішохідного переходу. Який завершився невдачею та під час дощів наповнюється водою.

## Телекомунікації
В селищі працюють кілька провайдерів, які надають послуги доступу до мережі інтернет по технологіях Ethernet та Wi-Fi. Працює мобільний зв'язок Київстар, Vodafone, Lifecell.

## Галерея

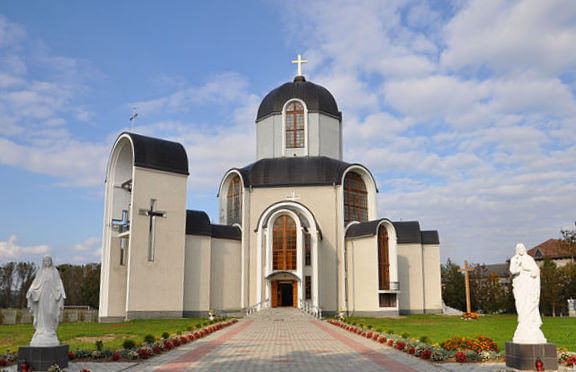
Греко-Католицька церква Св. Вознесіння
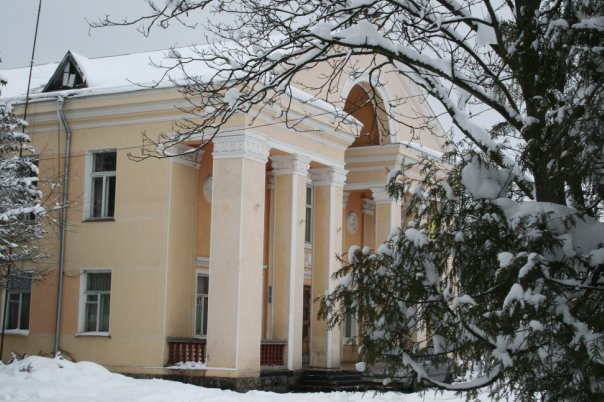
Народний дім «Просвіта» взимку